# オープンリール

ルボックスPR99MkII、1/4インチ幅・テープレコーダー

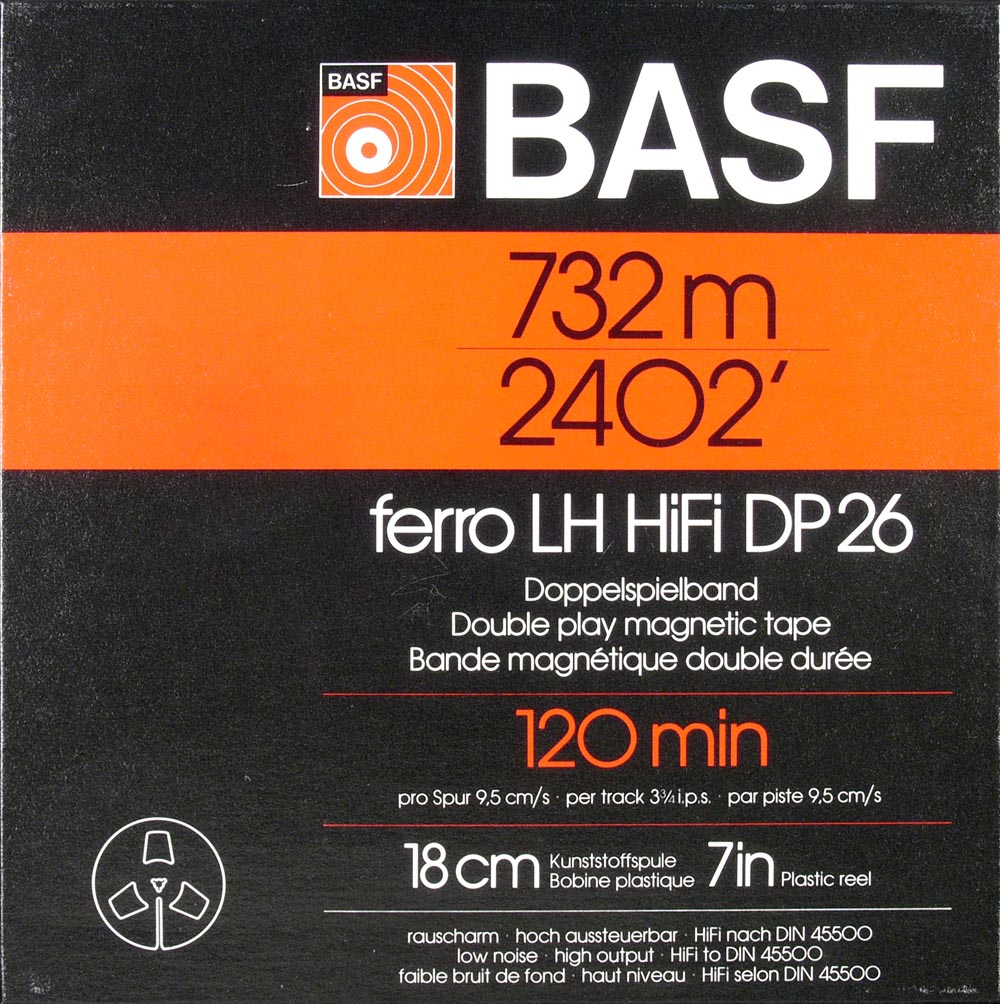
BASF製、7インチ径・リール・テープの箱

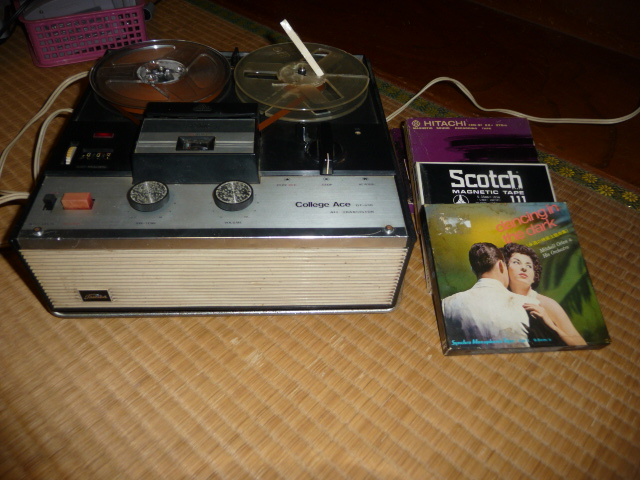
1960年代の家庭向け5インチ2トラックモノラル機（東芝:GT-630)

オープンリール（英: Open ReelあるいはReel-to-reel）とは、磁気媒体（磁気テープや磁気ワイヤーなど）を、オープンな（つまり開放されている、いわゆる「むき出し」の）リールに巻いて使う方式のこと。
後にリールがカートリッジやカセットに内蔵されて直接テープやリールに触れずに扱えるカートリッジ方式（やカセットテープなど）が登場して以降、それらと対比して用いられるようになった語（レトロニム）である。
オープンリールを使って録音する型の記録再生装置をオープンリール式記録再生装置（オープンリール式テープレコーダ，オープンリール式ビデオテープレコーダー等）、またはそのテープをオープンリール式テープ、オープンリールテープという。日本ではこの方式の機器やテープを、やや乱暴な略し方であるが「オープン」と呼ぶ人も一部にいる。英語圏ではリール・トゥ・リール（Reel-to-reel）と呼ぶことのほうが多く、「Open Reel」と呼ぶことはやや少なく、ドイツ語圏ではトーンバンド（Tonband）と呼ばれる（その他、イタリア語、フランス語などではそれぞれ呼び方が異なっている）。

## 概要
カートリッジ方式（やカセットテープ）と異なり、リールが剥き出しになっている。
利用するにはまずひと手間が必要であり、送り出し側のリール（テープがすでに巻いてあるリール）を記録装置（テープレコーダーなど）の軸に装着し、さらに利用者はテープの端を直接自分の指先でつまんでリールから引き出して、記録/再生用のヘッド（en:recording head）やテープ送り機構（キャプスタンおよびピンチローラー）の脇を経由させる形でテープを配置し、最後に巻き取り側のリールに何回か巻きつける、という作業を行わなければならない。
テープを取り外す時は通常、テープをすべてもとのリールに巻き戻してから取り外す。
使用上の注意点は、記録媒体である磁気テープおよび記録信号を送受するヘッド部分がどちらもオープンである（開放されている）ことから、使用する部屋の空気中を漂う埃の影響を受けやすく、使用環境や取り扱い方が録音や再生に影響し音質が変わってしまうことがあり得るということである。
短所はカセット方式（オーディオ用だとコンパクトカセットやDATなど）やカートリッジ方式（オーディオ用だと8トラック）に比べて取り扱いが煩雑だという点である。長所としては、テープの移動速度が高速で大容量の記録ができるため音質・画質に優れ、コンピュータ用ではより多くのデータを扱うことができた。またオーディオ用アナログテープにおいては、音源の頭出しがわかりやすいほか、テープを直接切って繋ぐ編集が容易である点で優れていた。
用途および記録機器の種類としては、音声用（テープレコーダー）、映像用（ビデオテープレコーダ (VTR)）、コンピュータ用データレコーダ（MT装置）、アナログ信号を記録するための計測用データロガー等がある。

## 歴史
オープンリール方式は磁気レコーディングの黎明期から使われていた方式であり、広義には、最初期のものとしてワイヤー（鋼線）方式の録音・再生機（鋼線式磁気録音機）も含めることができる（これも含めれば、1920年代前半には開発されていた）。

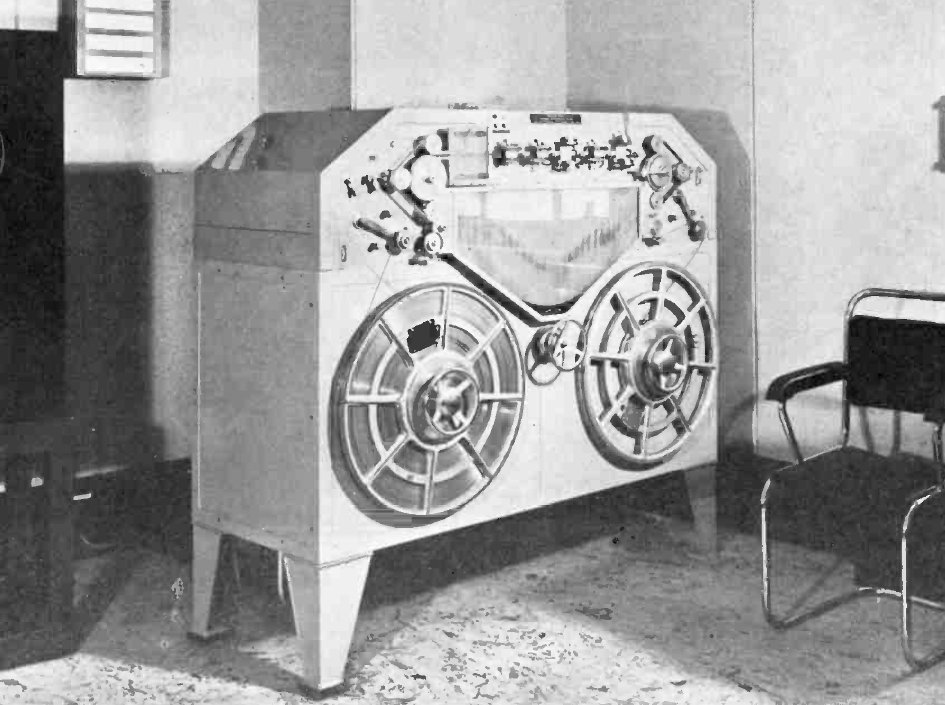
ブラットナーフォン（Blattnerphone）

テープ方式のものとしてはドイツ生まれのイギリス人のルートヴィヒ・ブラットナー（en:Ludwig Blattner）が1920年代後半に開発したブラットナーフォン（Blattnerphone、1928年)のように鋼鉄のテープを用いていたものや、1930年代のドイツのマグネトフォン（Magnetophon）の磁気テープ方式のものなどを挙げることができる。 
1960年代にコンパクトカセットが普及する以前、つまり1950年代までは、家庭内における簡易な録音機として、2トラック1チャンネルモノラル機がある程度普及していた。また、レコードと同じように音楽録音（楽曲）を収録したパッケージメディアとしても1970年代までは販売が行われ、レコードよりも高音質な音楽ソフトとして愛好されていた。
1960年代前半にカセットテープがフィリップス社から発表されると、これらは、数年の併存期(同じ音楽ソフトでレコード、カセットテープ、オープンリールの3種類が同時発売されることも多かった)を経て、やがて磁気メディアとしてはカセットテープのほうが広く受容され普及するようになり、オープンリールのほうは主流の座を奪われた形になった。
手で直接操作できるので、ビートルズは1960年代後半に《テープ逆回転》というテクニック（当時は現代音楽の電子音楽におけるアバンギャルドなテクニックであったもの）をポピュラー音楽のヒット曲に盛り込み、これが一般にも知られるようになった（後にコンピュータによるデジタル音楽でも使用されて今に至るまで使われ続けている「逆再生」のテクニックである）。
衰退
消費者用途では、音声用は1970年代にはカセットテープのほうが主流になり、映像用やパーソナルコンピュータ用は1980年代に消費者向けの記録再生装置が登場した当初よりカセットタイプが主流であった。業務用では、品質の観点からオープンリールが使用されて続けたが、1980年代にはVHSなどのカセット式やカートリッジ式のテープメディアに置き換えられ、2000年代に差し掛かる頃にはディスク装置の高密度化と価格低下（DAWによるハードディスク録音など）も加わり、現在ではオープンリールはほとんど使われなくなっている。プロ向け音声用オープンリールはソニーと三菱のデジタルレコーダーが最後の機器として世界中の録音スタジオで使われた。
なお、NHKの公開番組において、歌手が唄う際カラオケ用の音源として、2007年現在もオープンリールが使用されているケースがある。動作が見えてわかりやすいのでスタートの確認がしやすい、というのが一つの理由である（2007年9月12日深夜放送「ラジオ深夜便」（NHKラジオ第一放送・NHK-FM）にて宮川泰夫の発言より）。

## 符号位置
| 記号 | Unicode | JIS X 0213 | 文字参照         | 名称       |
| ---- | ------- | ---------- | ---------------- | ---------- |
| ✇    | U+2707  | -          | &#x2707; &#9991; | Tape drive |

## 音声用

### アナログ記録方式

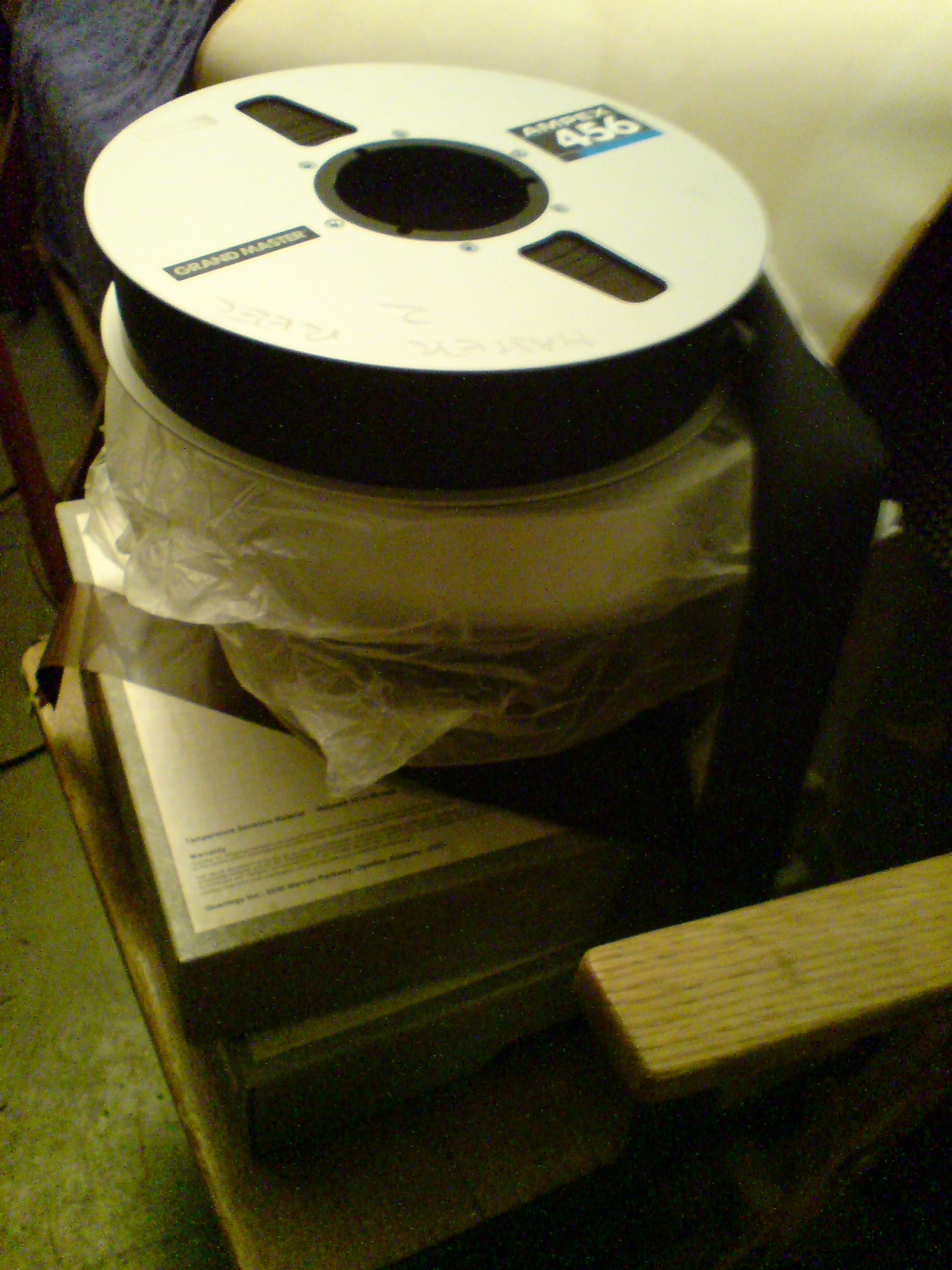
2インチ幅のオープンリールテープ

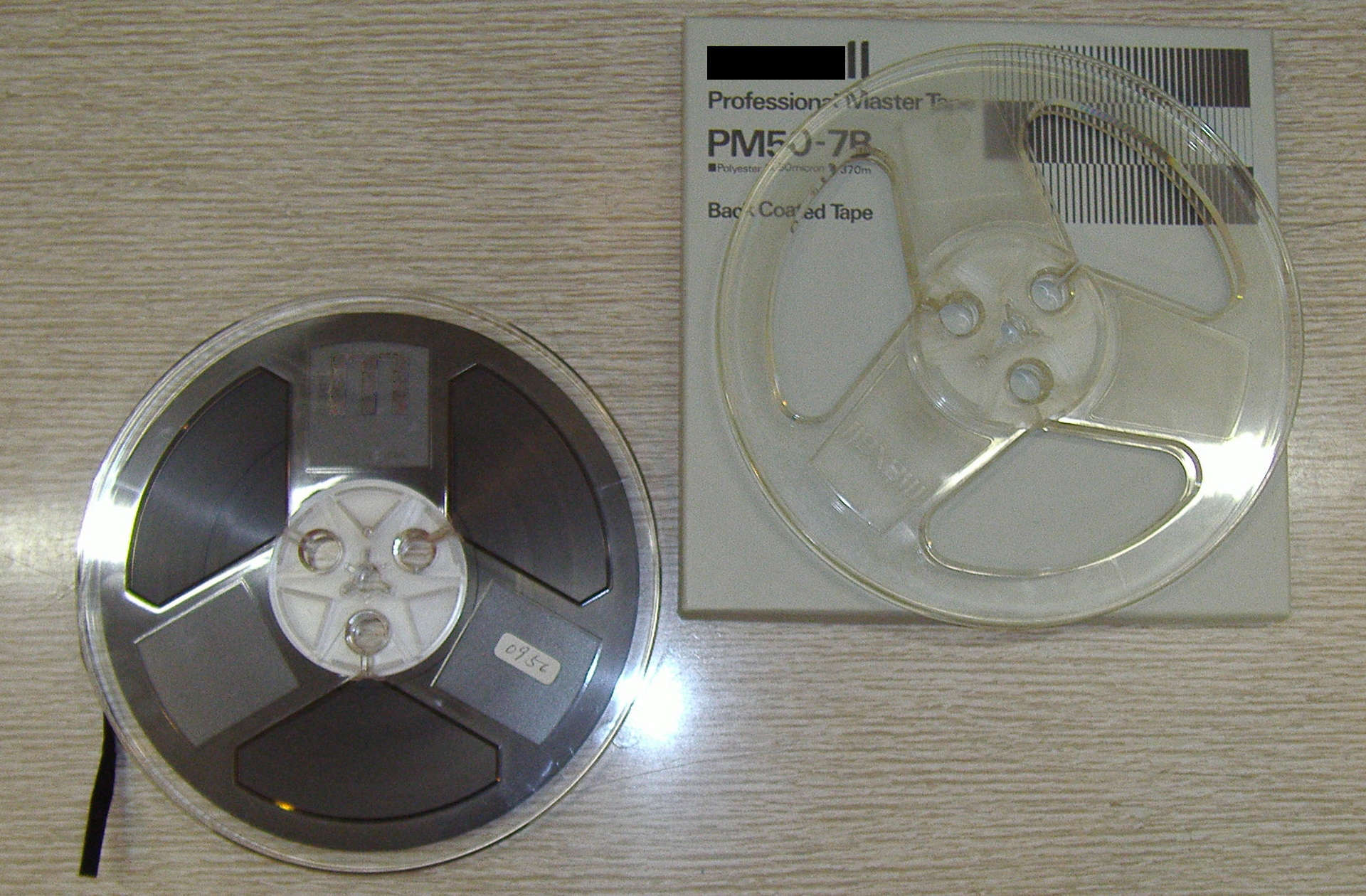
幅1/4インチ直径7インチのオープンリールテープと空リール（日立マクセル(現・マクセル)製）

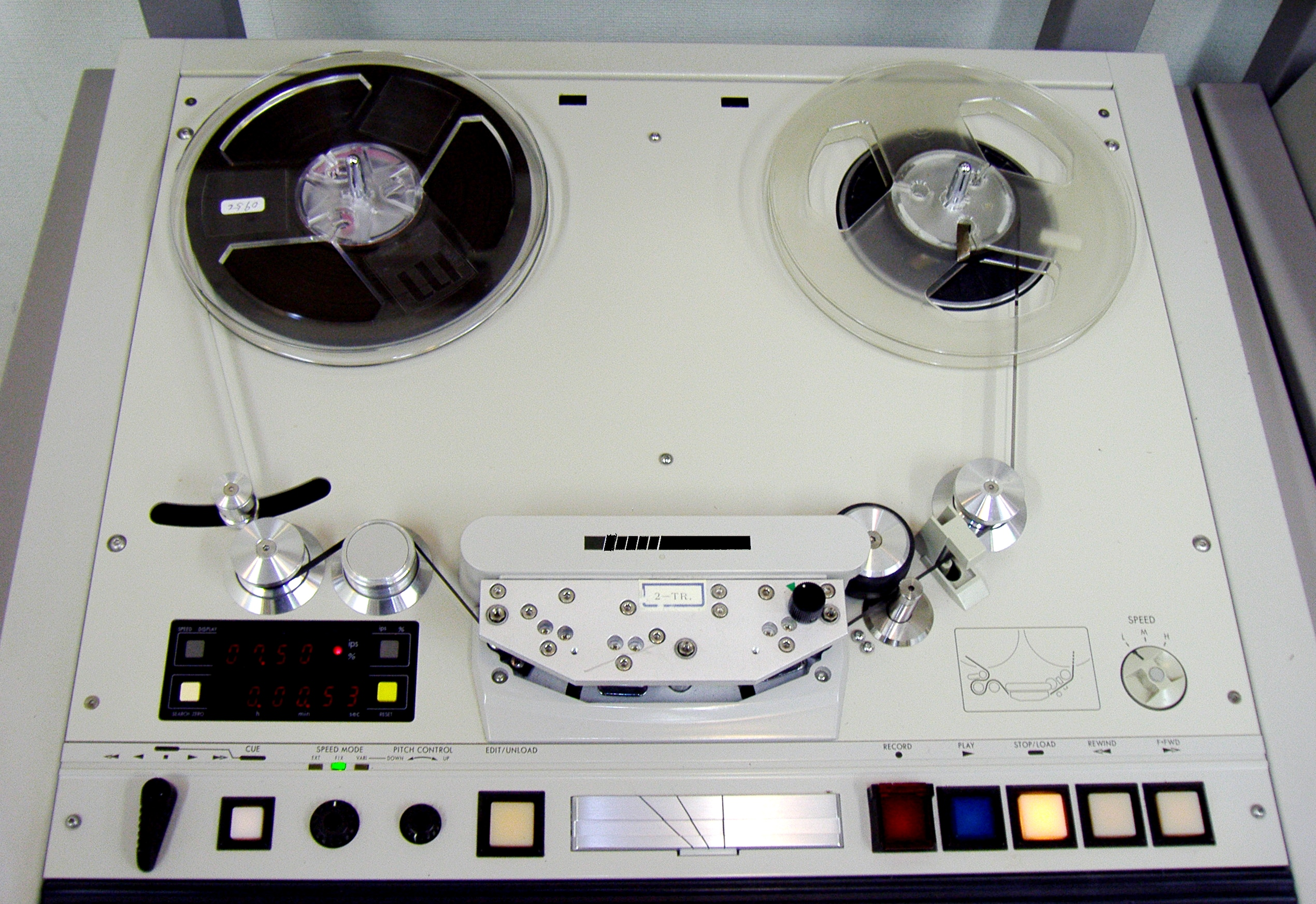
テープレコーダーにセットしたところ

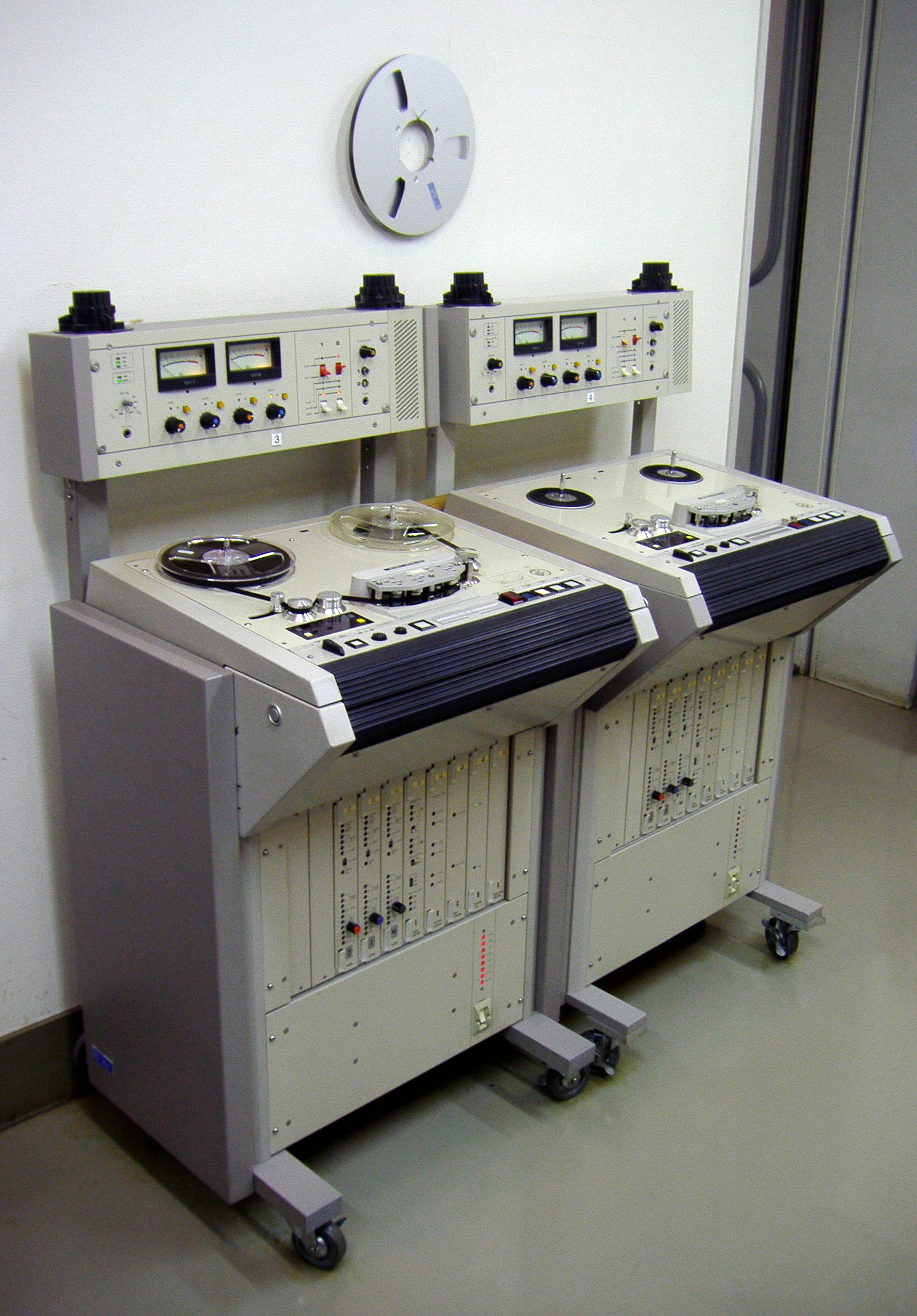
プロ仕様のオープンリールオーディオテープレコーダー（オタリ製）

テープ幅には1/4インチ、1/2インチ、1インチ、2インチがある。テープは幅約6mm（1/4インチ=6.35mm）のものが一般的であり、特にその中でも業務用のものはしばしば「6ミリ」と呼称される。1/2インチ幅以上のテープは主にマルチトラック録音用に使用されている。記録は固定ヘッドにより長手方向に行われる方式で、トラック数が複数存在した。トラック幅はNABあるいはDINにより規格化されている。
- 2トラック：ステレオ録音を片方向で行う方式と、モノラル録音を往復（両面）で行う方式とがある。
- 4トラック：ステレオ録音を往復で行う方式と、4チャンネル録音を片方向で行う方式とがある。ステレオ録音を往復で行なうときは、トラックは、隣り合わせのトラックでステレオ録音をするのではなく、1つ飛ばしたトラック（たとえば上から1、3番目）を使って録音する。

業務用途では、幅広テープを使用した多チャンネルのマルチトラック・レコーダーも存在する。
- タイムコードトラック：音声信号以外に時間情報を記録するトラックを装備する物もある。タイムコードはSMPTEにより規格化されている。マルチトラックに対応した機種では、音声トラックのうち1本をタイムコードトラックに割り当てるのが一般的である。2トラック機の場合は下記のパイロットトラックにタイムコードを記録できるような構成の物がある。
- パイロットトラック：タイミング情報を記録するために専用のトラックを装備した物。電源周波数から作成したパルス等を記録するが時間情報は含まれない。映画を含めた映像関係で利用された。

テープの走行スピードが4.75 cm/s（1.875インチ/s）、9.5 cm/s（3.75インチ/s）、19 cm/s（7.5インチ/s）、38 cm/s（15インチ/s）、76 cm/s（30インチ/s）と、いずれもコンパクトカセットのスピードよりも速く、またトラック幅も広いため、その分音質がよい。また、テープ長が長いため、走行スピード（音質）を落とせば、かなりの長時間録音が可能である。
しかし、テープの大きさ（リールの直径）が5インチ、7インチ、10インチ、12インチ、14インチと記録時間に比例して大きくなる。
また、テープの厚みによっても最大録音時間が変わる。厚み50 µm が「標準」で、35 µm では録音時間が1.5倍（ロングと称する）、25 µm では2倍（ダブル）、18 µm では3倍となる。
テープのベースフィルム材質が改良された後は35 µm テープが実用上充分な強度を持つようになり、タフさが求められるプロ用途では50 µm テープが好んで用いられるが、民生用では35 µm テープが標準的に用いられ、25 µm および18 µm は特に長時間録音が必要な用途に用いられる。1970年代初期まで50 µm テープには独特の臭いを発するアセテートが使われていた。
薄いテープは、同じサイズのリールで長いテープ長を巻くことができる長所があるが、その反面機械的強度が低く（切れやすい、伸びやすい）、手切り編集での作業性が良くない、転写が大きい、などという短所がある。また、薄いテープでは磁性体層も薄くなるので、中低音域での感度および最大出力が低下する。一方、高音域は磁性体表面近くにしか記録されないので磁性体層の厚さの影響を受けにくく、薄いテープでは周波数特性が高音域で相対的に上昇する傾向がある。

### デジタル記録方式
PCMデジタル録音が開発・普及されるまでは、レコード用の音源録音は基本的にアナログオープンリール方式で行われた。ちなみに、初期のデジタル録音（日本コロムビア/DENON）ではオープンリールの2インチビデオテープレコーダが用いられた。
デジタル記録固定ヘッドオープンリール方式では
- PD方式（三菱電機、オタリ (Otari)）
- DASH方式（ソニー、Studer、ティアック (TASCAM)、松下電器産業、オタリ (Otari) ※オタリはライセンスを取得していたが製造は行わなかった）
- 3M-DMS方式 (3M)

などがある。
最近では家庭ではほとんど使われておらず、業務用も過去の録音素材を再生する用途が主体である。

## 映像用
放送用VTRとしては、初期の4ヘッドVTR (2インチVTR) から、1980年代から使われた1インチCフォーマットVTR等がある。
家庭用には、1960年代後半から70年代前半にかけて1/2インチのものが存在した（ソニー、ビクター、東芝、シバデンから1967年までに発売。アカイからは1/4インチのものが発売されていた。詳しくは統一1型を参照）が、高価だった（第1号の製品は19万8000円だった）ことなどから家庭にはほとんど普及せず、工業用、あるいは学校等の教育現場用として利用された。家庭用には、のちにカセット方式のVTRが普及することになる。
また、初期のハイビジョン (HDTV) 用VTRも1インチオープンリール型である。

## コンピュータ用

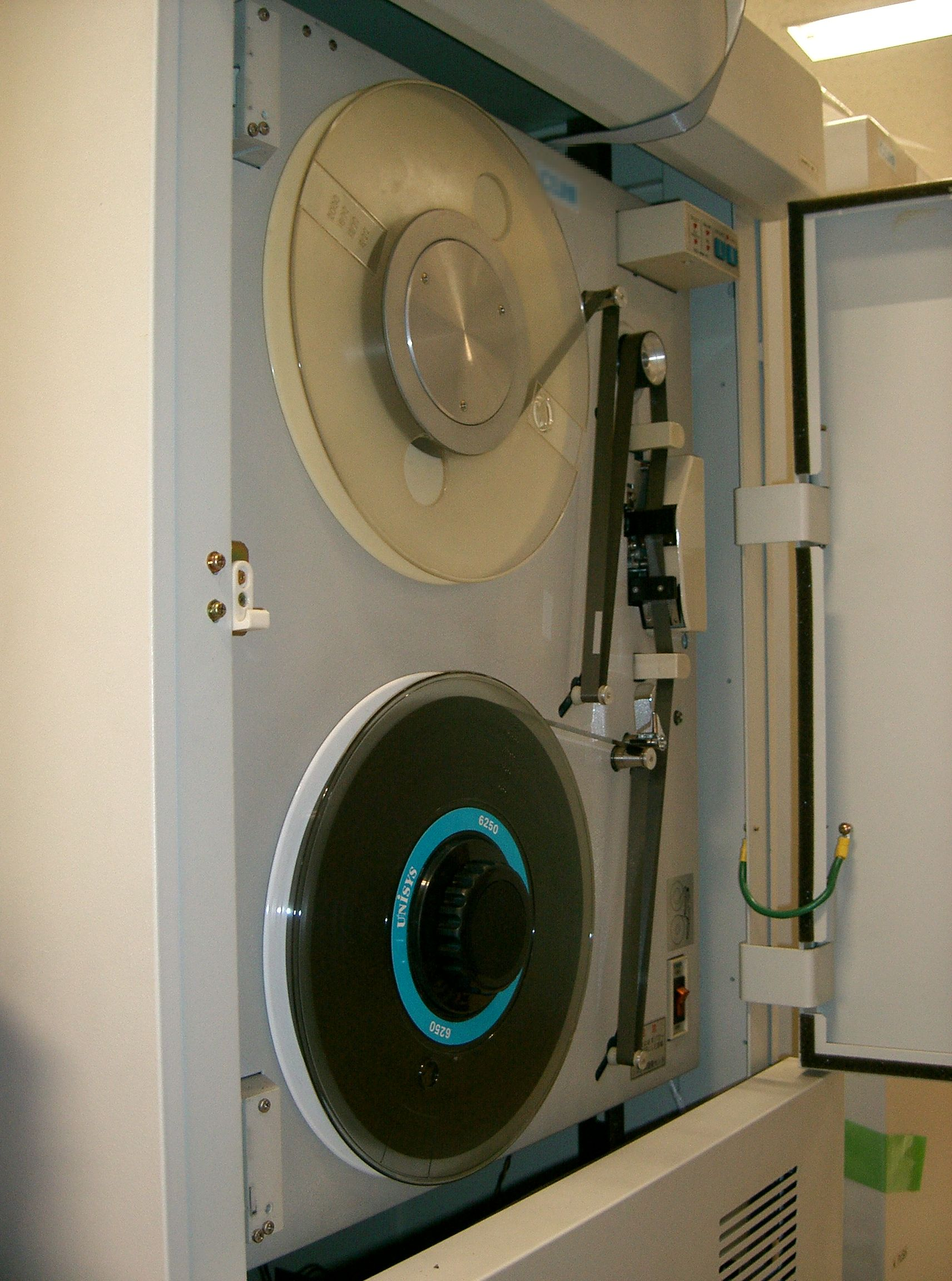
コンピュータ用オープンテープ装置

1/2インチ9トラック（データ8ビット+パリティビットをマルチトラックヘッドで記録）の「磁気テープ記録装置」（MTあるいはMT装置とも。なお"MT"は業界用語で「エムティー」ではなく「エムテー」と称されることが多かった）がメインフレームやミニコンピュータの標準的な補助記憶装置として、1960年代から1990年頃まで用いられた。2012年現在でも一部メーカによってオープンテープ装置、オープンMTともに製造されている。
テープの長さとしては、最大の2400フィート（リール直径40センチ程度）をはじめ、1200フィート（リール直径25センチ程度）、600フィート（リール直径15センチ程度）があり、記録密度として、800BPI、1600BPI、6250BPI等があった（BPIはBit Per Inch）。
大型の装置はテープの冒頭部分を供給リールから巻き取りリールに自動的に巻き込むオートスレッディング機構を備え、運用性を改善していた。
VAX-11/780やVAX-11/730にBSD 4.2が動いていたころ、バックアップデバイスとして使用されていた。装置にセットするテープの長さを記憶しておき、バックアップ時に利用するdumpコマンドの -s オプションにその長さを指定する必要があった。長さを間違ってセットしたテープよりも長く指定してしまうと、テープが全部片方に巻き取られてしまい、装置が巻き戻しできる程度まで人間がテープを巻き取り直さねばならなかった。dumpコマンドの説明には「やや控え目に指定することをお勧めします」とある。
コンピュータ用磁気テープは、今でも過去に作成したデーターを読む必要性からオープンリール方式の装置を保持している場合もあるが、現在、大容量のバックアップなどに使われているものは密閉された容器に入ったカセット方式となっている。代表的な方式として例えばDigital Linear Tape（DLT）やLinear Tape-Open（LTO）などがある。

## オープンリールが印象的な映像作品
- 『スパイ大作戦』では、任務が様々な方法で伝達されるがそのうちの一つがオープンリールのテープによるもので、指示を聞き終わるとテープレコーダーが白煙を上げ停止した。テープ自体からは発煙していないが、指示内容の消滅を暗示する演出であった。
- おもに1960年代から1970年代にかけてのSF映像作品では、巨大なオープンリールのテープドライブが科学力を象徴するアイコンとして用いられることが多い。これは、オープンリールのテープが当時におけるコンピュータの主要な外部記憶装置であったことによる。
- 映画『ミッドナイトクロス』では主演の音響効果マンであるジャック・テリーが扱う装置としてナグラ社製オープンリールレコーダーが登場する。
- 映画『パルプ・フィクション』劇中において、登場人物の一人であるミアが自宅でオープンリールを使い音楽を流すシーンがある。
- アメリカ映画『地獄の黙示録』では、キルゴア中佐率いる部隊がワーグナーの『ワルキューレの騎行』をオープンリールで鳴らしながら、9機の武装したUH-1ヘリが、南ベトナム解放民族戦線の拠点であるベトナムの村落を攻撃していくシーンが、様々な意味で話題となった。
- 『西部警察』では、捜査課の壁際に置かれた無線機器棚の最上部に、同時録音装置風に組み込まれていた。
- 映画『ボヘミアン・ラプソティ』では、映画のタイトルの曲の録音時にクイーンのメンバーがオープンリールでオーバー・ダビングを繰り返すたび、テープが擦り減ることについて言及されている[4]。